# Nkindwabiye
Nkindwabiye è una circoscrizione rurale (rural ward) della Tanzania situata nel distretto di Bariadi, regione del Simiyu. Conta una popolazione di 13 948 abitanti (censimento 2012).